# Gendrey
 Gendrey  es una población y comuna francesa, situada en la región del Franco Condado, departamento de Jura, en el distrito de Dole. Es el chef-lieu del cantón de Gendrey.

## Demografía
| 249 | 256 | 216 | 222 | 258 | 310 |
| Para los censos de 1962 a 1999 la población legal corresponde a la población sin duplicidades (Fuente: INSEE [Consultar]) |     |     |     |     |     |